# Zintis Ėkmanis
Zintis Ėkmanis (in russo Зинтис Экманис?; traslitterazione anglosassone Zintis Ekmanis; Pabaži, 17 maggio 1958) è un ex bobbista lettone.
Prima della dissoluzione dell'Unione Sovietica (1991) ha gareggiato per l'Unione Sovietica, per la quale ha conseguito tutti i suoi più importanti risultati.

## Biografia
Ai XIV Giochi olimpici invernali (edizione disputatasi nel 1984 a Sarajevo, Jugoslavia) vinse la medaglia di bronzo nel Bob a due con il connazionale Vladimir Aleksandrov, partecipando per la nazionale sovietica, venendo superati dalle due tedesche.
Il tempo totalizzato fu di 3:21,39 con un distacco minimo rispetto alle altre classificate 3:20,78 e 3:20,22 i loro tempi.
Inoltre ai campionati mondiali vinse una medaglia di bronzo con Nikolaj Žirov nell'edizione del 1985.. Agli europei ha totalizzato 3 medaglie di cui una d'oro (nel 1985 a St. Moritz) e una d'argento sempre in coppia con Aleksandrov e una di bronzo con Juris Tone.

## Palmarès

### Olimpiadi
- 1 medaglia:
  - 1 bronzo (bob a due a Sarajevo 1984).

### Mondiali
- 1 medaglia:
  - 1 bronzo (bob a due a Cervinia 1985).

### Europei
- 3 medaglie:
  - 1 oro (bob a due a Sankt Moritz 1985);
  - 1 argento (bob a due ad Igls 1990);
  - 1 bronzo (bob a due ad Igls 1984).